# سیارک ۹۸۷۲۲
سیارک ۹۸۷۲۲ (به انگلیسی: 98722 Elenaumberto، نامگذاری:2000YJ8) نود و هشت هزار و هفتصد و بیست و دومین سیارک کشف شده‌است که در ۲۲ دسامبر ۲۰۰۰ کشف شد.